# Gräfenbergerhüll
Gräfenbergerhüll ist ein Gemeindeteil der Stadt Gräfenberg im Landkreis Forchheim (Oberfranken, Bayern).

## Geografie
Das Dorf liegt im Nordwesten der Gräfenberger Flächenalb etwa zwei Kilometer nordnordwestlich des Ortszentrums von Gräfenberg 473 m ü. NHN. Gräfenbergerhüll liegt auf einem zur Nördlichen Frankenalb gehörenden Hochplateau, das im Nordosten von der Trubach und im Südwesten vom Oberlauf der Schwabach begrenzt wird.

## Geschichte

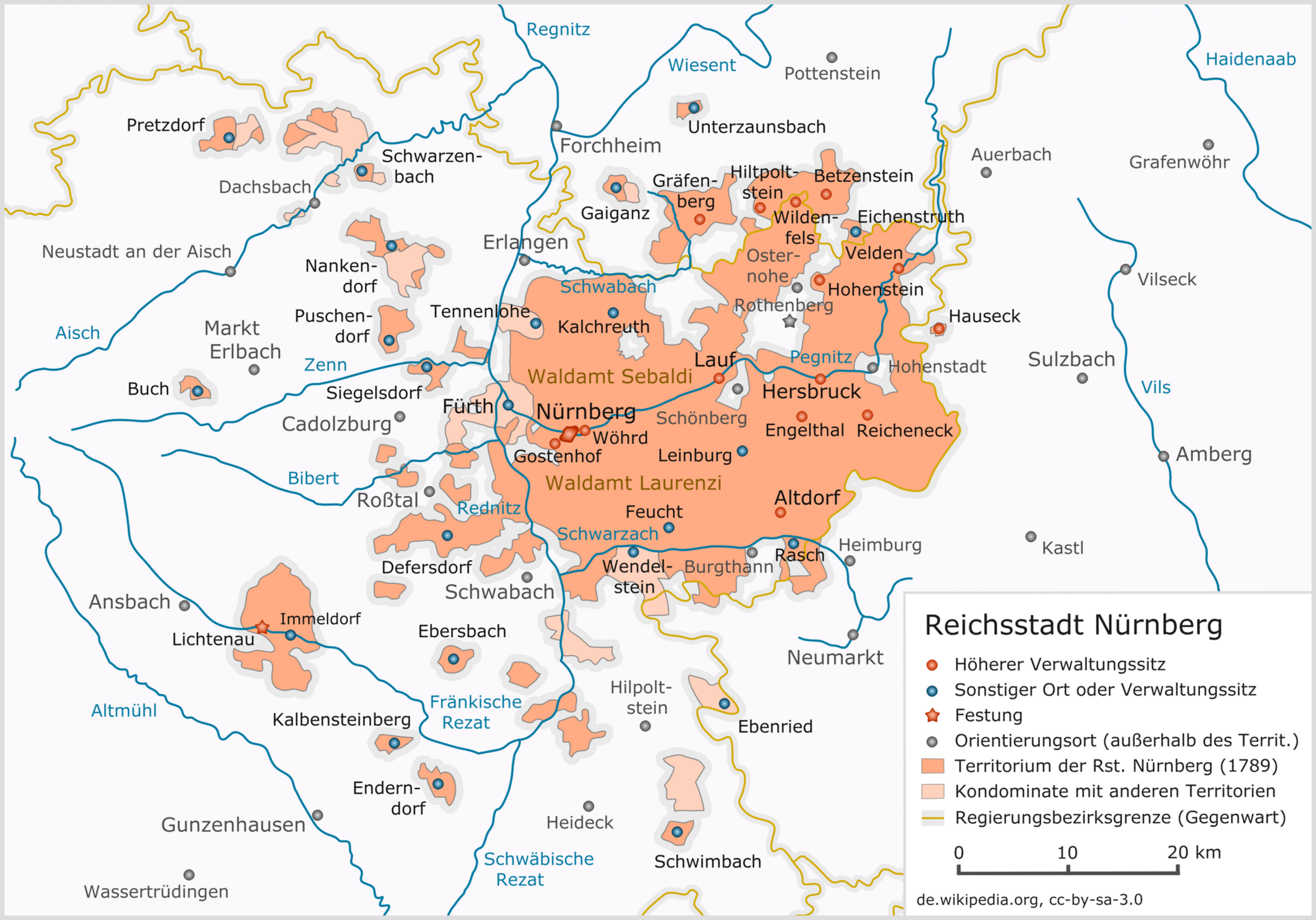
Das Landgebiet
der Reichsstadt Nürnberg

Seit dem Beginn des 16. Jahrhunderts hatte Gräfenbergerhüll zum Landgebiet der Reichsstadt Nürnberg gehört, nachdem es dieser gelungen war, die umliegende Gegend durch ihre Teilnahme am Landshuter Erbfolgekrieg in ihren Besitz zu bringen. Die Hochgerichtsbarkeit über den Ort hatte seither das nürnbergische Pflegamt Hiltpoltstein als Fraischamt. Die Dorf- und Gemeindeherrschaft übte die Adelsfamilie der Tucher von Simmelsdorf aus. Diese Nürnberger Eigenherren hatten auch die Grundherrschaft über alle neun Anwesen des Ortes. Die Reichsstadt Nürnberg wurde im Jahr 1806 unter Bruch der Reichsverfassung vom Königreich Bayern annektiert. Mit dieser Übernahme wurde Gräfenbergerhüll ein Bestandteil der bei der „napoleonischen Flurbereinigung“ in Besitz genommenen neubayerischen Gebiete, was im Juli 1806 mit der Rheinischen Bundesakte nachträglich legalisiert wurde.
Durch die Verwaltungsreformen zu Beginn des 19. Jahrhunderts im Königreich Bayern wurde der damalige Weiler Gräfenbergerhüll mit dem Zweiten Gemeindeedikt im Jahr 1818 ein Teil der Ruralgemeinde Guttenburg. Noch vor der Gebietsreform in Bayern in den 1970er Jahren schloss sich die Gemeinde Guttenburg 1959 der Stadt Gräfenberg an und wurde eingegliedert.

## Verkehr
Eine von der Kreisstraße FO 40 kommende Gemeindeverbindungsstraße durchquert den Ort und führt nach Neusles. Der nächstgelegene Bahnhof befindet sich in Gräfenberg.

## Sehenswürdigkeiten

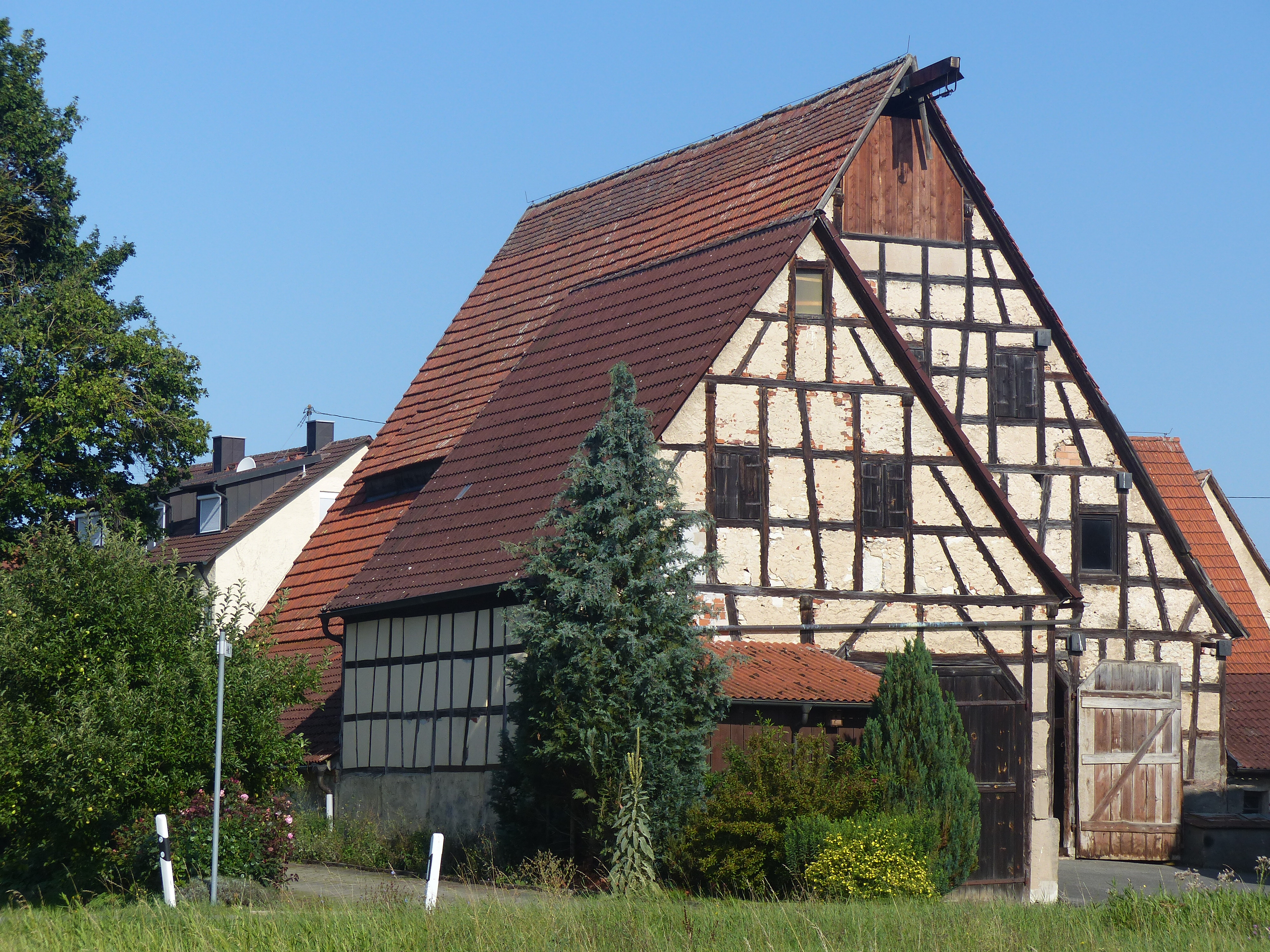
Die am südlichen Ortsrand gelegene Scheunengruppe

Am südlichen Ortsrand von Gräfenbergerhüll steht eine denkmalgeschützte Scheunengruppe in Fachwerkbauweise, deren Kernbau auf das 18. Jahrhundert zurückgeht.